# Liste der Ständigen Vertreter der Schweiz bei der Welthandelsorganisation
Die Liste der Ständigen Vertreter der Schweiz bei der Welthandelsorganisation führt die Ständigen Vertreter der Eidgenossenschaft bei der Welthandelsorganisation (WTO) auf.

## Geschichte
Die Schweiz ist seit 1966 Mitglied des Allgemeinen Zoll- und Handelsabkommens. Nachdem das Abkommen in der durch das Marrakesch-Abkommen gegründeten Welthandelsorganisation am 1. Januar 1995 aufgegangen ist, wurde die Schweiz Gründungsmitglied.

## Liste
| Ständiger Vertreter | Amtszeit  | Generaldirektor der WTO |
| ------------------- | --------- | ----------------------- |
| William Rossier     | 1995–2000 | Peter Sutherland        |
| William Rossier     | 1995–2000 | Renato Ruggiero         |
| William Rossier     | 1995–2000 | Mike Moore              |
| Pierre-Louis Girard | 2000–2007 |                         |
| Pierre-Louis Girard | 2000–2007 | Supachai Panitchpakdi   |
| Pierre-Louis Girard | 2000–2007 | Pascal Lamy             |
| Luzius Wasescha     | 2007–2012 |                         |
| Remigi Winzap       | 2012–2016 |                         |
| Remigi Winzap       | 2012–2016 | Roberto Azevêdo         |
| Didier Chambovey    | 2016–2023 |                         |
| Didier Chambovey    | 2016–2023 | Ngozi Okonjo-Iweala     |
| Erwin Bollinger     | seit 2023 |                         |